# Канон Пахельбеля
Канон Пахельбеля (PWC 37, T. 337, PC 358), также известный как «Канон в ре мажоре» (нем. Kanon und Gigue in D-Dur, англ. Canon and Gigue in D major for three Violins and Basso Continuo) является самым знаменитым произведением немецкого композитора эпохи барокко Иоганна Пахельбеля. Первоначально оно было написано для трёх скрипок и генерал-баса.

### История создания
Точная дата создания неизвестна, согласно одному из предположений, канон был создан в 1694 г. по случаю бракосочетания И. К. Баха. Искусствовед В. Латош отмечает, что тема могла быть взята композитором из пятиголосной оратории Джованни Батиста Бассани «Иона» (1689, вступление ко второй части). Другой ученый, Чарльз Э. Брюер, исследовал множество возможных связей между опубликованной камерной музыкой Пахельбеля и сочинением Х. И. Ф. фон Бибера. Его исследование показало, что Канон, возможно, был составлен в ответ на чакону с каноническими элементами, которую Бибер опубликовал как часть III части «Harmonia artificioso-ariosa». Это указывало бы на то, что произведение Пахельбеля не может быть датировано ранее 1696 года, года публикации коллекции Бибера.

### Музыкальные особенности
Произведение Пахельбеля использует комбинацию строгой полифонической формы (канон) и вариационную форму, где три голоса объединяются в канон, а четвёртый голос, генерал-бас, играет самостоятельную тему.

### Публикация и известность
Впервые опубликован в 1919 г., впервые записан в 1940 г. Артуром Фидлером. Всемирную известность приобрёл в 1970-е гг. в «замедленной» аранжировке Ж. Ф. Пайяра, впервые записанной его камерным оркестром в июне 1968 г. Аккордовая последовательность из «Канона в ре мажор» была использована в нескольких поп-хитах 1980-х начиная со шлягера Go West диско-группы Village People (1979), а также рэп-исполнителем Coolio в песне C U When U Get There с альбома My Soul 1997 года. Также на основе произведения создана песня Аллы Пугачёвой 1975г. "Посреди зимы".
Канон стал главной музыкальной темой фильма «Обыкновенные люди» 1980 года — свою версию для картины написал композитор Марвин Хэмлиш. Канон звучит в исполнении хора в самом начале фильма, а его инструментальная версия появляется в финальных титрах — также вариации на произведение звучат в музыке Хэмлиша во многих сценах. Использование музыкального произведения в этом фильме способствовало его популяризации, а также частому использованию в других фильмах и сериалах.